# Tytuł profesora
Tytuł profesora – nadawany w Polsce przez prezydenta Polski osobie, która uzyskała już stopień naukowy doktora habilitowanego i przez to jest samodzielnym pracownikiem nauki, ma osiągnięcia naukowe lub artystyczne znacznie przekraczające wymagania stawiane w przewodzie (postępowaniu) habilitacyjnym oraz posiada znaczące osiągnięcia dydaktyczne, w tym w kształceniu kadry naukowej. W wyjątkowych przypadkach, tytuł profesora może być nadany osobie posiadającej stopień doktora. Prezydent nadaje tytuł profesora na wniosek Rady Doskonałości Naukowej (do końca 2020 istniała Centralna Komisja do Spraw Stopni i Tytułów).
Tytuł profesora potocznie od 1989 bywa określany jako „profesura belwederska”, z uwagi na dawną siedzibę Prezydenta RP, w której odbywały się uroczystości wręczenia postanowień o nadaniu tytułu profesora. Inne potoczne określenie dla tytułu naukowego to „profesor tytularny”. Określenie to jest mylące, gdyż wyraz „tytularny” zgodnie ze Słownikiem Języka Polskiego oznacza „mający prawo do używania jakiegoś tytułu, lecz niepełniący funkcji z nim związanej”, a także nieposiadający rzeczywistej władzy, stanowiska czy uposażenia.
W Polsce zasady nadawania tytułu naukowego profesora są określone w obowiązującej od 1 października 2018 ustawie – Prawo o szkolnictwie wyższym i nauce. Tytułu naukowego profesora nie należy mylić ze stanowiskami profesora uczelni (do 2018 roku profesora nadzwyczajnego) i profesora (do 2018 roku profesora zwyczajnego).

## Historia
W dekrecie z dnia 28 października 1947 r. o organizacji nauki i szkolnictwa wyższego po raz pierwszy pojawia się określenie "profesor tytularny". Natomiast ustawa z roku 1951 formułuje tytuł profesora jako tytuł naukowy. W stanie prawnym do 1990 roku istniały dwa tytuły naukowe: profesora nadzwyczajnego i profesora zwyczajnego nadawane przez Radę Państwa. Tytuł profesora zwyczajnego organ ten mógł nadać osobie posiadającej tytuł profesora nadzwyczajnego, która powiększyła swój dorobek naukowy lub naukowo-dydaktyczny. Po ustanowieniu urzędu Prezydenta PRL i zniesieniu Rady Państwa prawo nadawania tytułu uzyskał prezydent. Zniesiono też podział na tytuł profesora zwyczajnego i nadzwyczajnego: w to miejsce wprowadzono też jeden tytuł naukowy profesora. Po tych zmianach profesorowie nadzwyczajni uzyskali automatycznie tytuły naukowe profesora.

### Profesor sztuki
W przepisach obowiązujących do 2018 roku wyróżniano osobno tytuł naukowy profesora i tytuł profesora sztuki. Według ustawy obowiązującej od 2018 roku tytuł profesora dotyczy zarówno nauki, jak i sztuki.

## Tytuł profesora a stopnie naukowe i tytuły zawodowe
Tytułu profesora nie należy mylić z tytułami zawodowymi ani stopniami naukowymi.
| Poziom                                        | Tytuł                                                                                                | Stopień             | Wymagania | Instytucja nadająca |
| --------------------------------------------- | --- | ------------------- | --- | --- |
| tytuł zawodowy                                | technik                                                                                              |                     | (1) ukończyć szkołę, która uczy danego zawodu (technikum, szkoła policealna lub kwalifikacyjny kurs zawodowy); (2) posiadać wykształcenie średnie zawodowe i ogólne (matura nie jest obowiązkowa); (3) zdać egzamin potwierdzający kwalifikacje zawodowe. | Okręgowa Komisja Egzaminacyjna |
| tytuł zawodowy                                | licencjat, inżynier i tytuły równorzędne                                                             |                     | studia I stopnia | uczelnia posiadająca odpowiednie uprawnienia |
| tytuł zawodowy                                | magister, magister inżynier i tytuły równorzędne, w tym lekarz, lekarz dentysta i lekarz weterynarii |                     | studia II stopnia lub jednolite studia magisterskie | uczelnia posiadająca odpowiednie uprawnienia |
| stopień naukowy lub stopień w zakresie sztuki | | doktor              | Wymagania obowiązujące od 2018 r.: (1) posiadanie tytułu zawodowego magistra, magistra inżyniera albo równorzędny, lub posiadanie równorzędnego dyplomu zagranicznego; (2) uzyskanie efektów uczenia się dla kwalifikacji na poziomie 8 PRK, w tym dyplom lub certyfikat poświadczający znajomość języka obcego na poziomie min. B2; (3) posiadanie w dorobku co najmniej: 1 artykułu naukowego opublikowanego w czasopiśmie naukowym lub w recenzowanych materiałach z konferencji międzynarodowej, ujętych w wykazach ministerialnych; lub posiadanie w dorobku co najmniej 1 monografii naukowej (lub rozdziału w takiej monografii), wydanej przez wydawnictwo ujęte w wykazie ministerialnym; lub posiadanie w dorobku co najmniej dzieła artystycznego o istotnym znaczeniu; (4) przedstawienie i obronienie rozprawy doktorskiej; (5) spełnienie innych wymagań określonych przez podmiot doktoryzujący.                                                                          | uczelnia, instytut PAN, instytut badawczy lub międzynarodowy instytut naukowy, posiadające odpowiednie uprawnienia, na podstawie własnej decyzji administracyjnej |
| stopień naukowy lub stopień w zakresie sztuki | | doktor habilitowany | Wymagania obowiązujące od 2018 r.: (1) stopień naukowy doktora; (2) osiągnięcia naukowe albo artystyczne, stanowiące znaczny wkład w rozwój określonej dyscypliny, w tym co najmniej 1 monografię naukową wydaną przez wydawnictwo ujęte w wykazie ministerialnym lub 1 cykl powiązanych tematycznie artykułów naukowych opublikowanych w czasopismach naukowych lub w recenzowanych materiałach z konferencji międzynarodowych ujętych w wykazie ministerialnym, 1 zrealizowane oryginalne osiągnięcie projektowe, konstrukcyjne, technologiczne lub artystyczne; (3) wykazuje się istotną aktywnością naukową albo artystyczną realizowaną w więcej niż jednej uczelni, instytucji naukowej lub instytucji kultury, w szczególności zagranicznej. | uczelnia, instytut PAN, instytut badawczy lub międzynarodowy instytut naukowy, posiadające odpowiednie uprawnienia, na podstawie własnej decyzji administracyjnej |
| tytuł naukowy lub tytuł w zakresie sztuki     | profesor                                                                                             |                     | Wymagania obowiązujące od 2018 r.: (1) stopień naukowy doktora habilitowanego i wybitne osiągnięcia naukowe oraz: (i) uczestnictwo w pracach zespołów badawczych realizujących projekty finansowane w drodze konkursów lub (ii) odbycie staży naukowych w instytucjach naukowych lub (iii) prowadzenie badań naukowych lub prac rozwojowych w uczelniach lub instytucjach naukowych; lub (2) stopień doktora habilitowanego w zakresie sztuki oraz wybitne osiągnięcia artystyczne. W wyjątkowych przypadkach tytuł profesora może zostać nadany osobie posiadającej stopień doktora, jeżeli będzie to uzasadnione najwyższą jakością osiągnięć naukowych albo artystycznych. W takiej sytuacji należy jednak odpowiednio stosować pozostałe wymogi dotyczące dorobku, o których wspomniano powyżej. Osiągnięcia stanowiące podstawę do nadania tytułu mogą także przyjąć formę zrealizowanych oryginalnych osiągnięć projektowych, konstrukcyjnych, technologicznych lub artystycznych. | Prezydent RP na wniosek Rady Doskonałości Naukowej po postępowaniu wszczętym z wniosku kandydata                                                                  |